# Comuna Viborg
Viborg (Viborg Kommune) este o comună din regiunea Midtjylland, Danemarca, cu o suprafață totală de 1421,04 km².